# Arteria thyroidea inferior

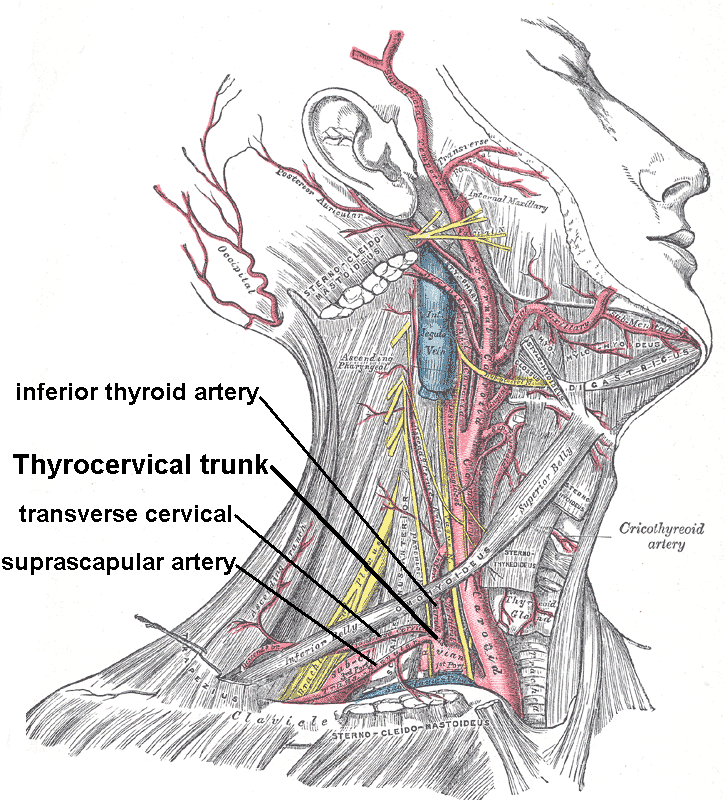
Arterien von Kopf und Hals

Die Arteria thyroidea inferior oder Arteria thyreoidea inferior („untere Schilddrüsenarterie“) – bei Tieren als Arteria thyreoidea caudalis  („hintere Schilddrüsenarterie“) bezeichnet – ist ein arterielles Blutgefäß des Halses. Sie versorgt zusammen mit der Arteria thyroidea superior, die ein Ast der Arteria carotis externa ist, die Schilddrüse. Die anatomischen Varianten dieser Arterie sind groß. Sie kann zumindest einseitig sogar vollständig fehlen oder auch doppelt angelegt sein.
Die Arteria thyroidea inferior ist ein Ast des Truncus thyrocervicalis („Schilddrüsen-Hals-Stamm“) und verläuft am Musculus scalenus anterior kopfwärts, um sich dann in einem Bogen nach medial zu wenden. Die Arterie läuft dabei vor der Arteria vertebralis und dorsal des zum Kopf ziehenden Gefäß-Nerven-Stranges aus Arteria carotis communis und Nervus vagus. Sie erreicht die Schilddrüse und verläuft an deren Rückseite abwärts zum unteren Pol, wo sie dann letztendlich eintritt. Sie entlässt außerdem die Arteria laryngea inferior, welche den unteren Teil des Kehlkopfes versorgt.